# Mechthild Gessendorf
Mechthild Gessendorf (* 6. Juni 1937 in München) ist eine deutsche Opernsängerin (Sopran).

## Leben
Gessendorf gab bereits seit ihrem 10. Lebensjahr Konzerte und absolvierte Auftritte im Bayerischen Rundfunk. Sie studierte an der Hochschule für Musik und Theater München und beendete das Studium in der Meisterklasse bei Josef Metternich an der Hochschule für Musik Köln.
An der Wiener Kammeroper erhielt sie 1962 ihr erstes Engagement und debütierte im Soubrettenfach. Nach einem Engagement im Stadttheater Bremen kam sie an das Theater der Bundesstadt Bonn, wo sie bis 1982 auftrat.
Seit 1975 folgte ein Wechsel ins lyrisch-dramatische Stimmfach. Mechthild Gessendorf war durch Gastspielverpflichtungen der Bayerischen Staatsoper verbunden, wo sie unter anderem 1981 mit der Titelrolle von Aida, als Kaiserin in der Oper Die Frau ohne Schatten von Richard Strauss und später in The Turn of the Screw von Benjamin Britten besondere Bekanntheit erlangte.
In einer konzertanten Aufführung von Othmar Schoecks Penthesilea sang sie 1982 bei den Salzburger Festspielen die Partie der Meroe. Weitere Gastspiele führten sie an Opernhäuser in Europa und Übersee, wie etwa nach Antwerpen, Lüttich, an die Staatsopern von Wien und Hamburg, die Pariser Oper, die Deutsche Oper am Rhein, die Deutsche Oper Berlin, die Mailänder Scala nach Philadelphia und Montreal oder ans Teatro Colón in Buenos Aires.
Sie wirkte bei den Savonlinna-Opernfestspielen, und dem Festival d’Aix-en-Provence mit und übernahm 1983 bei den Bregenzer Festspielen für eine erkrankte Kollegin mit großem Erfolg die Partie der Agathe im Freischütz. Ihr Nordamerika-Debüt hatte sie 1983 mit Aida an der Oper von San Diego. 1986 folgte ihr erfolgreiches Debüt an der Metropolitan Opera New York City, wo sie bis 1997 insgesamt 31 Vorstellungen sang.
Mechthild Gessendorf war einige Jahre mit dem Tenor Werner Hollweg verheiratet, ehe sie ihren jetzigen Ehemann, den Regisseur Ernö Weil, heiratete.

## Stimme
Mechthild Gessendorf verfügte schon zu Kindertagen über eine besondere Naturstimme. Daher sang sie bereits im Kinderchor des Bayerischen Rundfunks ihre ersten Solopartien. Sie folgte stets ihrem sängerischen Instinkt. Die letzten 20 Jahre ihrer Karriere hatte sie Probleme mit ihrer Stimme. Ein Arzt diagnostizierte damals ein Ödem an einer ihrer Stimmlippen, was heute als Stimmlippenknötchen bekannt ist und auch bei ihr die typischen temporären Auswirkungen auf die Stimmqualität hatte. Durch ausreichende Ruhezeiten zwischen den Vorstellungen und Schonung bei Proben konnte sie ihre berufliche Tätigkeit bis zur Beendigung ihrer Karriere fortsetzen. Da sie ihre Erkrankung geheim hielt und sich genau überlegen musste, wie stark sie ihre Stimme beanspruchen durfte, erhielt sie in Veranstalterkreisen zu ihrem großen Bedauern den Ruf einer „Absagerin“ oder einer „Schwierigen“.

## Diskografie
- Gesamtaufnahme Die lustige Witwe, DGG 1973
- Gesamtaufnahme Penthesilea, Edition Schwann
- Solistin in einer Aufnahme von Liedern für Männerchor von Robert Schumann, Edition Schwann
- Turandot von Ferruccio Busoni, Virgin Records

## Repertoire (Auswahl)
- Jenůfa in Jenůfa von Leoš Janáček
- Chawa in Die ersten Menschen von Rudi Stephan
- Marschallin in Der Rosenkavalier von Richard Strauss
- Ariadne in Ariadne auf Naxos von Richard Strauss
- Elsa in Lohengrin von Richard Wagner
- Senta in Der fliegende Holländer von Richard Wagner
- Sieglinde in Die Walküre von Richard Wagner
- Elisabeth in Tannhäuser von Richard Wagner
- Leokadja Begbick in Aufstieg und Fall der Stadt Mahagonny von Kurt Weill
- Sopransolo in der 9. Sinfonie von Ludwig van Beethoven